# Associazione Calcio Terzigno 1964
L'Associazione Sportiva Dilettantistica A.C. Terzigno 1964, meglio nota come Terzigno, è una società calcistica italiana con sede a Terzigno, nella città metropolitana di Napoli. Milita in Promozione, la sesta serie del campionato italiano.
Il club vanta diciannove partecipazioni nel massimo campionato dilettantistico, il miglior risultato sportivo è stato il secondo posto del campionato di Serie D 1999-2000.

## Storia
La squadra è stata fondata nel 1956 con la denominazione di "A.C. Terzigno Calcio". Fino al 1968, ha disputato campionati regionali e provinciali e nello stesso anno venne ripescato in Serie D e cambiò denominazione in Associazione Calcio Terzigno. Il Terzigno venne nuovamente promosso in Serie D nel 1995 vincendo sia i play-off regionali che quelli nazionali, cambiando anche denominazione in Associazione Calcio Nuovo Terzigno e i colori sociali in rosso e nero in sostituzione dei precedenti giallo e blu. Nella stagione 2005-2006 è arrivata al 14º posto e, dopo aver perso i play-out con il Matera, è retrocessa in Eccellenza dopo undici stagioni consecutive trascorse tra Campionato Nazionale Dilettanti e Serie D. Tuttavia la società, a causa di problemi economici, si è iscritta al campionato di Promozione con il titolo sportivo del Riop Sangiuseppese cambiando anche denominazione in Terzigno Porta Vesuvio. Al termine della stagione la squadra è retrocessa in Prima Categoria ma, grazie al titolo sportivo del Barrese Ester, è rimasta nel campionato di Promozione. Successivamente la società non si è iscritta a nessun campionato. 

Nel 2013, la Real Boschese di Boscoreale, ha trasferito la propria sede a Terzigno cambiando denominazione in Associazione Calcio Dilettantistica Terzigno e riprendendo anche gli storici colori rosso e nero.

Nel 2018 il club riparte dalla Prima Categoria acquisendo il titolo sportivo del Pro San Giorgio Soccer di San Giorgio a Cremano. Nel 2020 assume la denominazione di A.C.D. Terzigno 1964.

## Colori e simboli

### Colori
La squadra ha adottato i colori rosso e nero (in casa) fin dalla sua fondazione, ma in passato ha anche usato i colori giallo e blu. Per la trasferta, i colori adottati, ad oggi, sono l'argento e il rosso.

## Allenatori e presidenti
- 1956-1965 ...
- 1965-1966  Criscuolo
- 1966-1968 ...
- 1968-1969  Elia Greco
- 1969-1970 ...
- 1970-1971  Jone Spartano
- 1971-1975 ...
- 1975-1976  Alfredo Ballarò
- 1976-1980 ...
- 1980-1981  Andrea Paggio
- 1981-1994 ...
- 1994-1995  Guglielmo Ricciardi
- 1995-1996 ...
- 1996-1997  Marzocca
 Nazzi e  Filippo Raiola
 Angelo Falanga
- 1997-1998 ...
 Filippo Raiola
 Mario Zurlini
- 1998-1999  Mario Zurlini
 Pasquale Arleo
 Filippo Raiola
 Pasquale Arleo
 Benito Montalto
- 1999-2000  Guglielmo Ricciardi
- 2000-2001  Ambrusio
 Pasquale Santosuosso
 Filippo Raiola
- 2001-2002  Antonio Merolla
 Franco Villa
 Antonio Merolla
 Filippo Raiola
- 2002-2003  Filippo Raiola
 Antonio Sorano
 Esposito
- 2003-2004  Andrea Ciaramella
 Cardinale
 Filippo Raiola
- 2004-2005  Ivan Faustinho Cané
 Salvatore Esposito
- 2005-2006  Massimo Agovino
 Ferullo
 Salvatore Esposito
- 2006-2007  Michele Avino
- 2007-2008  Vincenzo Simonelli
 Giovanni Formicola
 Antonio Rogazzo
- 2008-2015 ...
- 2015-2018 Società inattiva
- 2018-2020  Di Martino
- 2020-2021  Ciro Vivace

## Palmarès

### Altri piazzamenti
- Serie D:

Secondo posto: 1999-2000 (girone G)
Terzo posto: 2000-2001 (girone G)
- Eccellenza:

Secondo posto: 1994-1995 (girone A)

## Statistiche e record

### Partecipazione ai campionati
| Livello | Categoria                       | Partecipazioni | Debutto   | Ultima stagione | Totale |
| ------- | ------------------------------- | -------------- | --------- | --------------- | ------ |
| 4º      | Serie D                         | 8              | 1968-1969 | 1975-1976       | 8      |
| 5º      | Campionato Nazionale Dilettanti | 4              | 1995-1996 | 1998-1999       | 11     |
| 5º      | Serie D                         | 7              | 1999-2000 | 2005-2006       | 11     |